# Мужская сборная Индии по софтболу
Мужская национальная сборная Индии по софтболу — представляет Индию на международных софтбольных соревнованиях. Управляющей организацией является Ассоциация софтбола Индии (англ. Softball Association of India).

## Результаты выступлений

### Чемпионаты мира
| Год        | Победы         | Поражения      | Место          |
| ---------- | -------------- | -------------- | -------------- |
| 1966—2015  | не участвовали | не участвовали | не участвовали |
| 2017       | 0              | 8              | 15             |
| 2019—н. в. | не участвовали | не участвовали | не участвовали |

### Чемпионаты Азии
| Год       | Победы         | Поражения      | Место          |
| --------- | -------------- | -------------- | -------------- |
| 1968      |                |                | ??             |
| 1974      |                |                | ??             |
| 1985      |                |                | 9              |
| 1990—1994 | не участвовали | не участвовали | не участвовали |
| 1998      |                |                | 5              |
| 2003      |                |                | 7              |
| 2006      | не участвовали | не участвовали | не участвовали |
| 2012      | 0              | 5              | 6              |
| 2014      | не участвовали | не участвовали | не участвовали |
| 2018      | 1              | 7              | 9              |
| 2022      | 3              | 3              | 4              |